# Verena Becker

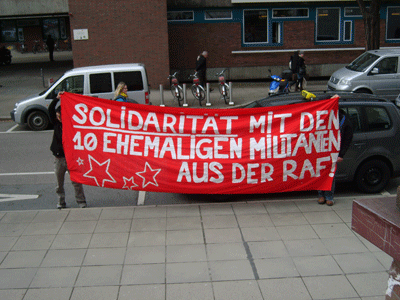
Manifestació de protesta durant el judici de Verena Becker.

Verena Christiane Becker (Wilmersdorf, Berlín Occidental, 31 de juliol de 1952) és una activista política alemanya, exmilitant dels grups armats d'esquerra Moviment 2 de Juny (M2J) i, posteriorment, de la segona generació de la Fracció de l'Exèrcit Roig (RAF). Alguns testimonis, principalment l'exmilitant del M2J «Bommi» Baumann, van assegurar que Becker va ser informant del servei d'intel·ligència de la República Democràtica Alemanya, com a mínim, des de 1972.

## Trajectòria

### Primeres accions armades
Als 19 anys, durant la seva època d'estudiant, es va unir, juntament amb la seva amiga Inge Viett, al grup armat anarquista Moviment 2 de Juny (M2J). Algunes de les accions en les quals es va involucrar van ser el robatori de bancs i l'atemptat al «Berlin British Yacht Club», una associació britànica d'aficionats al iot, situada al barri de Gatow de Berlín Occidental, el 2 de febrer de 1972, en el qual va morir el soci Erwin Beelitz. El M2J va clamar, posteriorment a l'atemptat, que s'havia realitzat en solidaritat amb l'Exèrcit Republicà Irlandès Provisional (PIRA).

### Primera condemna (1974-1975)
Com a conseqüència de l'atemptat va ser detinguda el 21 de juliol de 1972, jutjada i condemnada el 13 de febrer de 1974 a sis anys de presó en un centre penal juvenil per la seva participació en l'atac. El 27 de febrer de 1975 va ser alliberada, juntament amb d'altres activistes revolucionaris, com a part d'un intercanvi exigit pels segrestadors del líder de la CDU a Berlín Peter Lorenz. En aquest sentit, va ser traslladada a Aden, capital de la República Democràtica Popular del Iemen, juntament amb Gabriele Kröcher-Tiedemann, Ingrid Siepmann, Rolf Heissler i Rolf Pohle.
Entre 1975 i 1976 va tornar clandestinament a Alemanya Occidental i es va vincular a la segona generació de la Fracció de l'Exèrcit Roig (RAF), reagrupats entorn de Siegfried Haag, amb qui va tenir contacte en un camp d'entrenament del Iemen del Sud. Existeixen evidències que suggereixen la seva participació en els assassinats del fiscal general Siegfried Buback, el 7 d'abril de 1977, malgrat que ella mateixa assenyalés a Stefan Wisniewski com a únic culpable. Així mateix, proves d'ADN evidencien que Becker probablement no va prendre part en l'operació. Aquest cas es va reobrir el gener de 2008.

### Segona condemna (1977-1989)
El 3 maig de 1977, la policia va albirar-la amb el també militant de la RAF Günter Sonnenberg, a la localitat fronterera germano-suïssa de Singen, situada en territori alemany. En el procés d'identificació al «Café Hanser» de Singen van intentar escapar i van disparar diverses vegades contra els agents, ferint-ne dos oficials de policia, un d'ells de gravetat. Després de robar un Opel Ascona, van escapar a alta velocitat però van entrar, sense adonar-se, en un carrer sense sortida. Després de la seva fugida, van ser tirotejats i arrestats. Sonnenberg va ser seriosament ferit, amb un tret al cap, i Becker amb un tret a la cama. La policia va confiscar un subfusell al vehicle abandonat que, per proves balístiques, va resultar ser l'arma utilitzada en l'assassinat del fiscal general Siegfried Buback.
A la fi de 1977 va ser sentenciada a presó perpètua per «participació en organització terrorista». A la presó, va participar en diverses vagues de fam, en les quals va ser sotmesa a alimentació forçosa. Després de dotze anys de reclusió, l'any 1989 va ser posada en llibertat, després de ser perdonada pel president federal Richard von Weizsäcker. Posteriorment va viure a Alemanya sota un nom diferent.

### Tercera condemna (2012-2014)
El 2009, la policia va entrar al seu apartament i va escorcollar el seu ordinador portàtil, així com dos altres ordinadors, amb la intenció de trobar més informació sobre l'assassinat del fiscal general Siegfried Buback, executat l'any 1977 per un escamot de la RAF, en el que, presumptament, va participar Becker. El seu advocat, Walter Vennedey, va assegurar que l'avaluació dels discs durs no revelaria res que vagi més enllà de l'estat actual de la investigació. El setembre de 2010 es va iniciar un nou judici contra Becker amb l'acusació d'haver assassinat el fiscal general. Després d'un procés de dos anys, el 16 de juliol de 2012, va ser condemnada a una pena de quatre anys de presó. El jutge de la cort, Herman Wieland, va assenyalar, a l'hora de dictar sentència, que Becker havia participat de manera decisiva en la reunió del grup armat a la regió d'Holanda, on van acordar assassinar Buback. Tanmateix, es va considerar que s'havien complert ja dos anys i mig sobre la base d'una condemna anterior de presó perpètua. L'apel·lació al Tribunal Federal de Justícia es va desestimar, de manera que la sentència va esdevenir ferma. Atès que també es van tenir en compte els quatre mesos de presó preventiva, es va mantenir una pena restant d'un any i dos mesos. El 12 de febrer de 2014, el Tribunal Regional Superior de Stuttgart va commutar la sentència de presó per la de llibertat condicional.